# Gamla Vasa

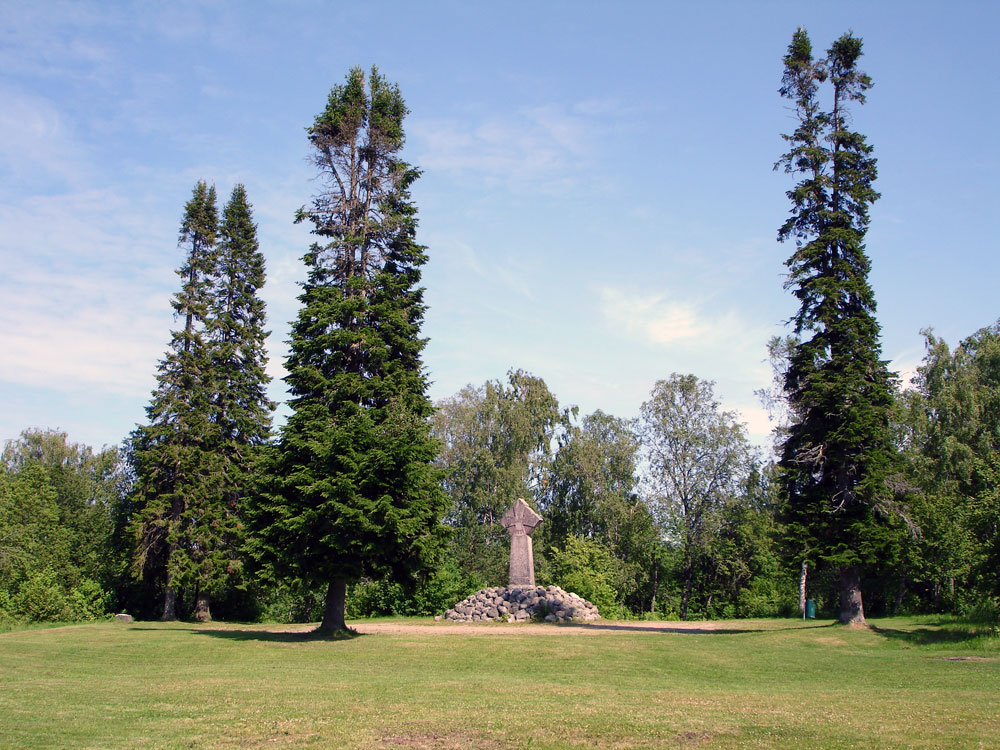
Korsholms vallar där Korsholms slott stod.

Gamla Vasa (fi. Vanha Vaasa) är en stadsdel i Vasa i Finland, belägen cirka sju kilometer sydost om stadens nuvarande centrum. Här låg staden fram till stadsbranden 1852.

## Historia

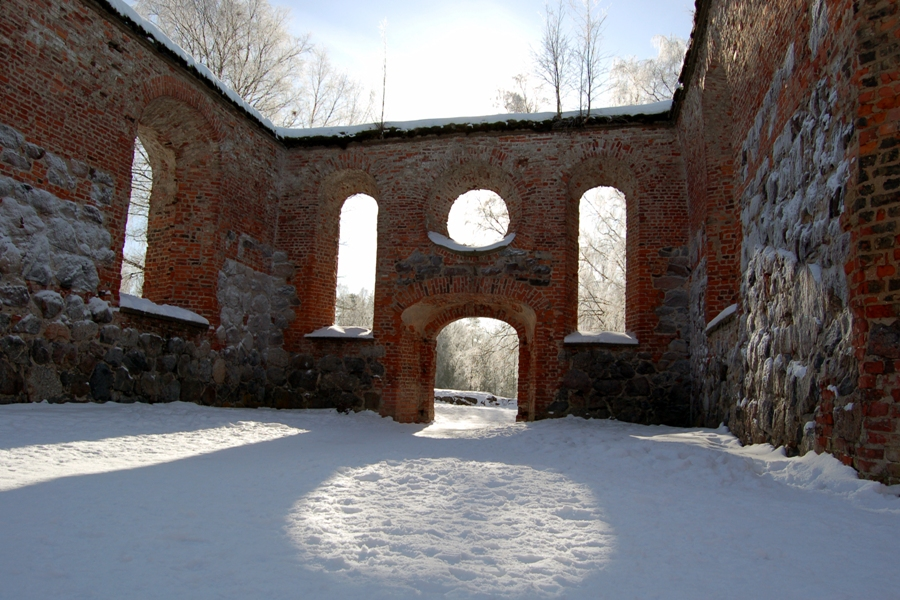
Ruinerna av Sankta Maria kyrka i Gamla Vasa.

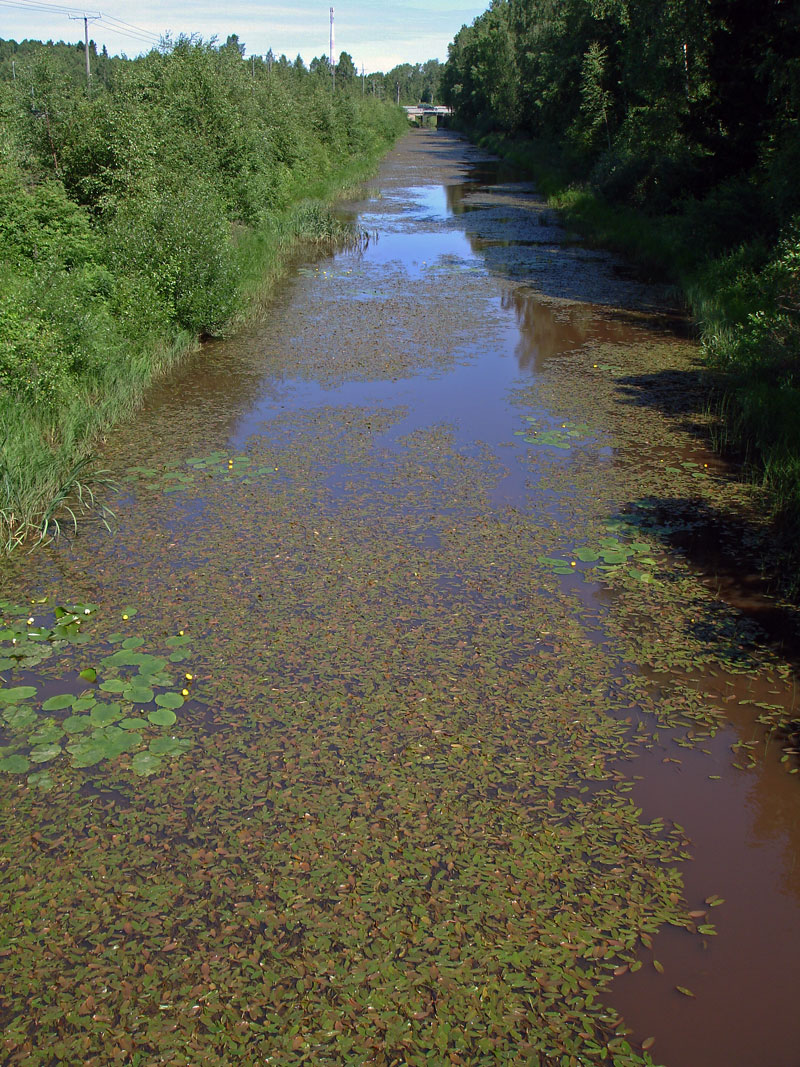
Kanalen från Gamla hamnen till Gamla Vasa muddrades 2009–2011 och kan trafikeras med kanot.

Kung Magnus Eriksson utfärdade 1348 ett brev om handelsfrihet för bland annat Mustasaari ("Svartö") socken. Handelsplatsen låg förmodligen i nuvarande Gamla Vasa, och platsen blev senare under 1300-talet även ett administrativt centrum i och med tillkomsten av Korsholms slott. Sankta Maria kyrka uppfördes i början av 1500-talet. Vid den tiden omvandlades också Korsholms slott till Korsholms kungsgård och 1556 gjorde Gustav Vasa kungsgården till en avelsgård. År 1606 tilldelades platsen stadsrättigheter av Karl IX och staden fick först heta Mustasaari eller Mussor, men från och med år 1611 blev namnet Vasa. Under 1600- och 1700-talet tillkom en stadsplan med rätlinjigt rutnät och efter beslut av konung Gustaf III byggdes en hovrättsbyggnad.
När Korsholms slott anlades låg området på en ö vid havet, men den snabbt fortskridande landhöjningen gjorde att den första hamnen grundades upp. På 1640-talet flyttades hamnen till det läge som nu kallas för Gamla hamnen och 1660 började man gräva en kanal från hamnen upp till staden. Den finns i dag kvar som Gamla Vasa kanal.

## Branden

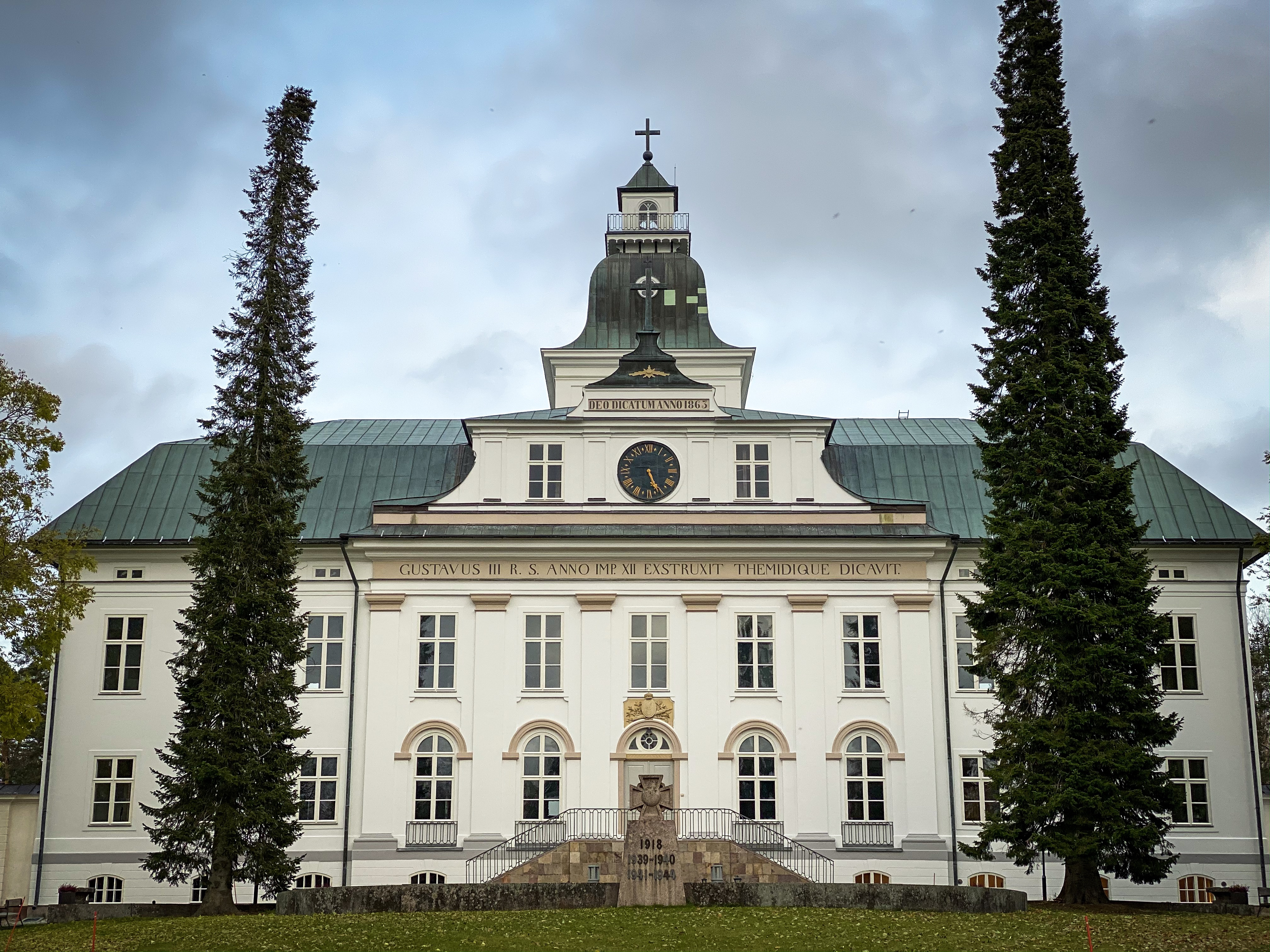
Den tidigare hovrättsbyggnaden, 1862 ombyggd till kyrka.

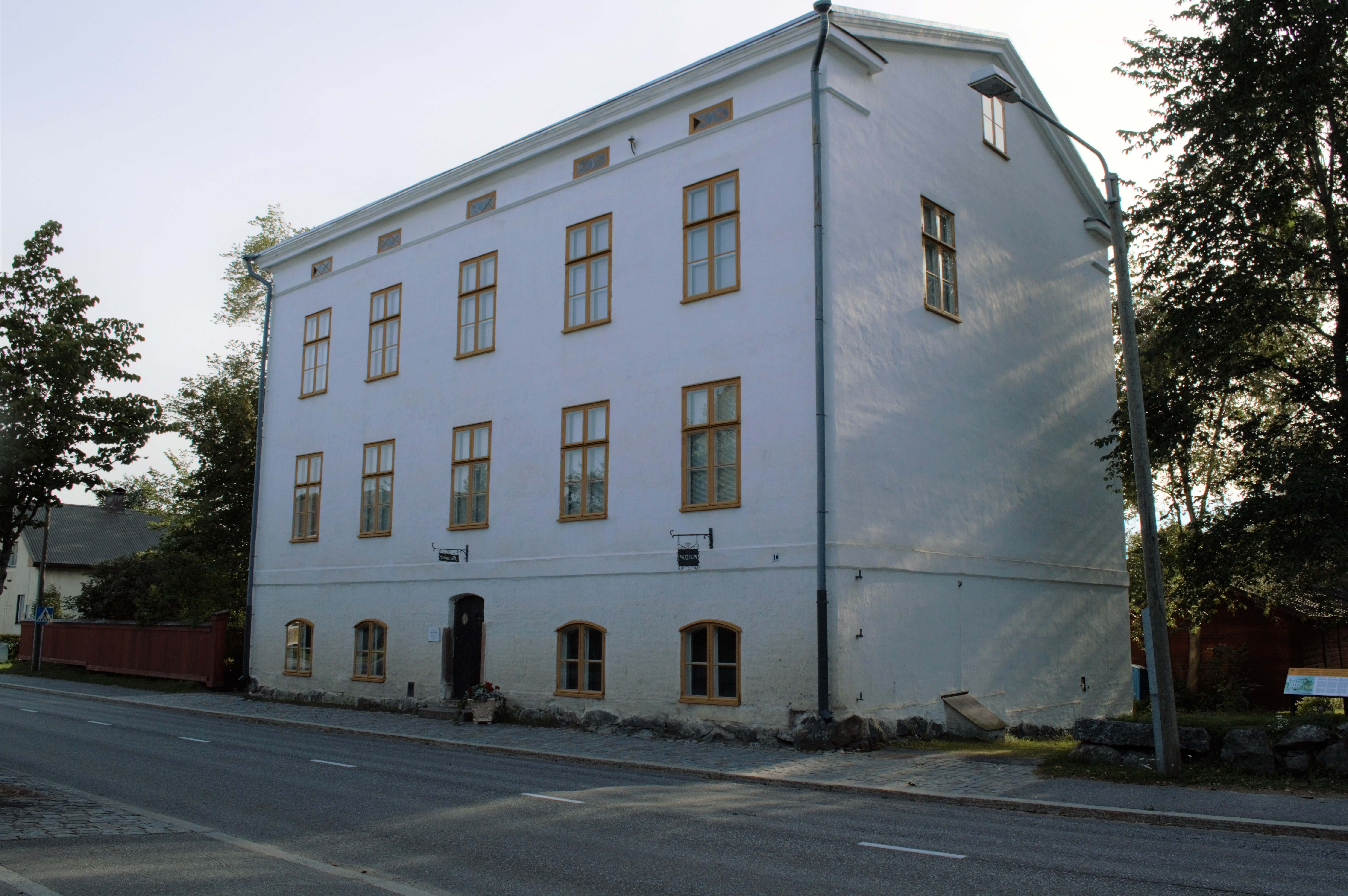
Falanderska huset, det enda hus som klarade sig från stadsbranden.

Gamla Vasa brann ned 1852. Det enda huset i själva staden som stod kvar efter branden var ett stenhus, Falanderska huset, köpmannen Abraham Falanders hem, som idag är Gamla Vasa museum. Hovrättsbyggnaden klarade sig också. Efter branden flyttades staden till sitt nuvarande läge på Klemetsö.  Den tidigare hovrättsbyggnaden från slutet av 1700-talet, ritad av Carl Fredric Adelcrantz, stod efter branden oanvänd fram till 1862 då den byggdes om till en kyrka.

## Gamla Vasa idag
Idag är Gamla Vasa ruiner det område där bland annat den medeltida Sankta Maria kyrka låg före branden. Korsholms vallar är platsen där Korsholms slott låg. Hovrättshuset byggdes om till Korsholms kyrka. Från och med 1920-talet utvecklades Gamla Vasa till ett bostadsområde.